# Thargélia
Thargélia (en grec ancien Θαργηλία) est une hétaïre de la Grèce antique. Son nom vient probablement des Thargélies, fêtes en l'honneur d'Apollon et Artémis.

## Biographie
Elle serait originaire de Milet en Ionie. Elle est décrite comme aussi belle que savante. Athénée de Naucratis la cite même en tête de sa liste des plus belles femmes du monde.
Ses charmes semblent avoir eu beaucoup de succès auprès d'« un grand nombre de Grecs » et se serait même mariée 14 fois. Elle était attachée au roi de Perse dont elle faisait la propagande auprès de ses riches et puissants amants.
Elle aurait fini par épouser le roi de Thessalie Antiochos, puis régna sur la Thessalie après la mort de celui-ci.

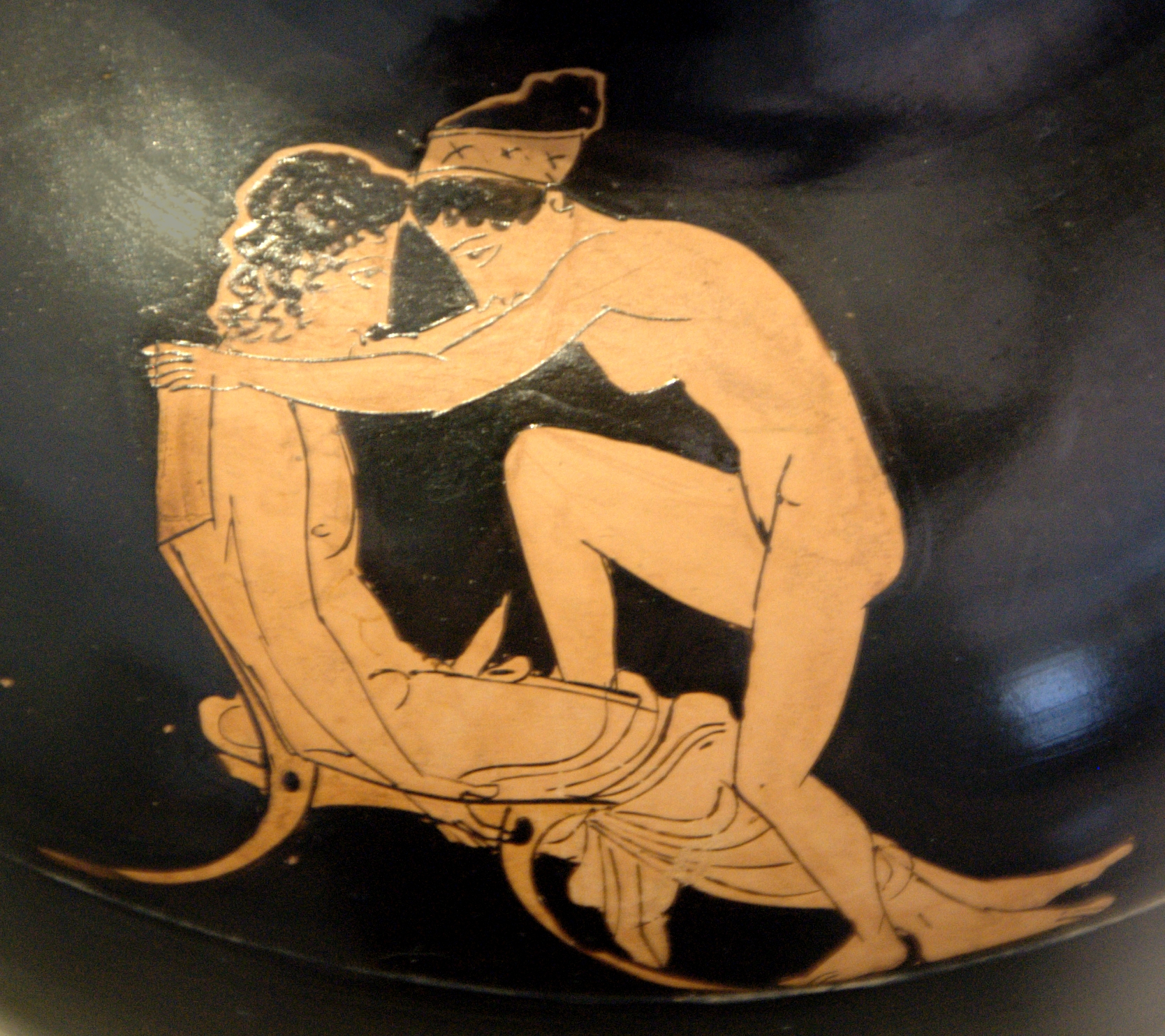
Scène érotique entre un jeune homme et une hétaïre. Détail d'une œnochoé attique à figures rouges, v. 430 av. J.-C. Provenance : Locri (Italie), Altes Museum de Berlin

Eschine en parlait avec volubilité. Plutarque nous apprend que la célèbre Aspasie, autre hétaïre fameuse du temps de Périclès, en avait fait son modèle. Elle aurait ainsi représenté, aux yeux de certains philosophes contemporains de Socrate, un exemple de ce qu'une femme peut accomplir quand elle allie l'habileté à la beauté.
Elle aurait donc vécu au VIe siècle av. J.-C. ou Ve siècle av. J.-C., en effet avant Cyrus II en 559 av. J.-C., il n'y avait pas de roi des Perses, mais d'Anshan, et Aspasie, qui en était admiratrice, vécut durant la seconde moitié du Ve siècle av. J.-C.